# Römisch-Syrischer Krieg

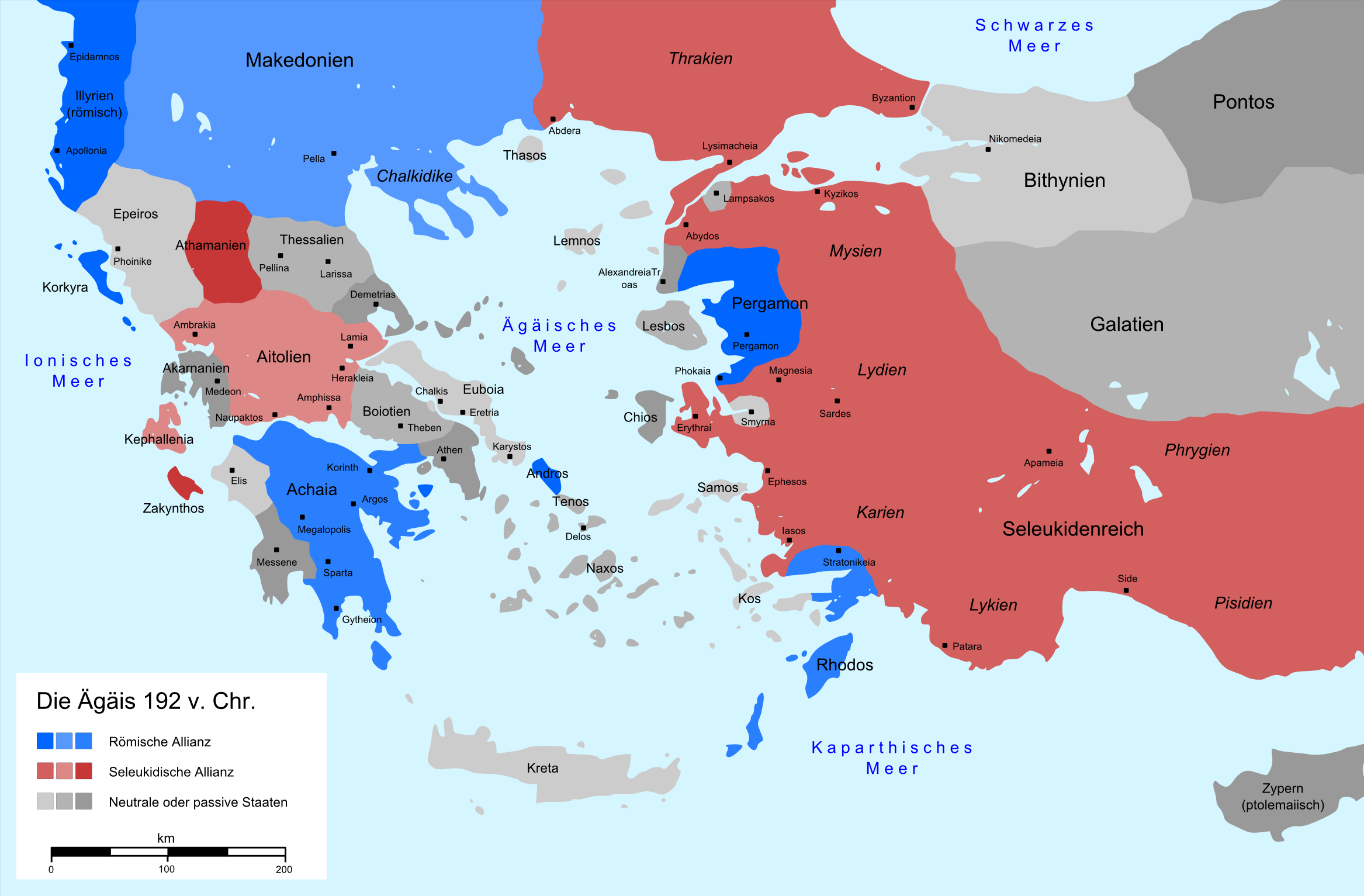
Politische Karte des Ägäisraumes vor Kriegsausbruch im Jahr 192 v. Chr.

Der Römisch-Syrische Krieg (auch Antiochoskrieg oder Syrischer Krieg) war ein militärischer Konflikt während der Jahre 192 bis 188 v. Chr., der in Griechenland, der Ägäis und Kleinasien ausgetragen wurde. Dabei standen sich zwei Koalitionen unter der Führung des Römischen Reiches einerseits, des syrischen Seleukidenreiches unter Antiochos III. dem Großen andererseits gegenüber.
Den Kampfhandlungen ging seit 196 v. Chr. ein „Kalter Krieg“ zwischen beiden Großmächten voraus. Während dieses Zeitraumes bemühten sie sich um eine friedliche Abgrenzung ihrer Interessensphären, schlossen aber gleichzeitig Bündnisse mit regionalen Mittelmächten.
Die militärische Auseinandersetzung endete mit einem deutlichen Sieg der Römer. Im Frieden von Apameia wurden die Seleukiden 188 v. Chr. aus Kleinasien verdrängt, während ihre verlorenen Territorien an römische Alliierte fielen. Das Römische Reich wurde durch seinen Sieg über Antiochos III. zur einzigen verbliebenen Großmacht im Ägäisraum und übte von diesem Zeitpunkt an die Hegemonie über Griechenland aus.

## Der „Kalte Krieg“

### Vorgeschichte von 218 bis 196 v. Chr.
Um 218 v. Chr. existierten im Mittelmeerraum fünf Großmächte, die sich in einer politischen Balance zueinander befanden: die Diadochenstaaten der Seleukiden, Ptolemäer und Antigoniden (Makedonien) im Osten sowie die Stadtstaaten Karthago und Rom im Westen.
Eine Serie von Konflikten veränderte allerdings dieses Gleichgewicht: Zum einen kämpften im Zweiten Punischen Krieg (218–201 v. Chr.) die Römer mit Karthago um die Vorherrschaft im westlichen Mittelmeer. Karthago verlor den Konflikt, wurde auf seine afrikanischen Territorien begrenzt und sank auf den Status einer Mittelmacht herab. Parallel dazu musste sich Rom im Ersten Makedonisch-Römischen Krieg (215–205 v. Chr.) mit Philipp V. von Makedonien auseinandersetzen, der ein Bündnis mit Karthago geschlossen hatte. Philipp konnte sich zwar gegen eine römisch-griechische Koalition behaupten, der außerdem die Mittelmächte Aitolien, Pergamon und Rhodos angehörten, doch war Rom von nun an dauerhaft in die griechische Politik eingebunden.
Im „Raubvertrag“ von 203 v. Chr. verabredeten Philipp und der Seleukidenkönig Antiochos III. die Aufteilung der ptolemaiischen Außenbesitzungen. Antiochos eroberte im Fünften Syrischen Krieg (202–198 v. Chr.) das umstrittene Koilesyrien, während Philipp zunächst erfolgreich gegen die ptolemäischen Festungen in der Ägäis vorging. Das Ptolemaierreich war nach diesen Verlusten außenpolitisch dauerhaft geschwächt. Philipp V. geriet durch seine Expansion in Konflikt mit den griechischen Mittelmächten, die nun eine erneute Allianz mit Rom eingingen. Im Zweiten Makedonisch-Römischen Krieg (200–196 v. Chr.) stand außer den Gegnern des vorherigen Krieges zusätzlich noch Achaia gegen Philipp.
Da die übrigen Mächte im Krieg gebunden waren, nutzte Antiochos die politische Situation aus und eroberte 197 v. Chr. große Teile Kleinasiens. Dabei zog er in Karien und Lykien auch Gebiete Philipps ein, die dieser erst kurz zuvor im Kampf gegen die Ptolemaier gewonnen hatte. Um einen Konflikt mit den Rhodiern und ihren römischen Alliierten zu vermeiden, trat Antiochos einige Städte an den Inselstaat ab. Dennoch konnte er seinen Besitzstand erheblich erweitern und gewann mit Ephesos eine bedeutende Marinebasis. Anschließend rückte Antiochos bis zum Hellespont vor, wo er wiederum Städte besetzte, die zuvor von Philipp erobert worden waren. Dieser erlitt in der Schlacht von Kynoskephalai die entscheidende Niederlage gegen die römische Allianz, zögerte einen Friedensschluss aber noch hinaus. Antiochos versuchte, Fakten zu schaffen, solange Rom und seine Verbündeten noch mit Philipp beschäftigt waren, und setzte im Frühjahr 196 v. Chr. nach Europa über. Dort eroberte er Thrakien, ließ das verfallene Lysimacheia mit großen Mitteln zur neuen regionalen Hauptstadt ausbauen und setzte seinen jüngeren Sohn Seleukos (IV.) als Vizekönig ein.
Der römische Befehlshaber Titus Quinctius Flamininus war sich über Antiochos’ weitere Ziele im Unklaren und schloss angesichts einer möglichen neuen Bedrohung Frieden mit Philipp. Flamininus beendete die makedonische Hegemonie über Griechenland, versuchte aber gleichzeitig, eine Mächtebalance zu errichten: Makedonien wurde daher zwar durch territoriale Verluste geschwächt, blieb aber als Gegenpol zu den Aitolern und Achaiern sowie als Bollwerk gegen die Dardaner bestehen. Zudem schuf Flamininus mehrere unabhängige Bundesstaaten wie das bisher von Philipp kontrollierte Thessalien. Im Sommer 196 v. Chr. ließ Flamininus schließlich während der Isthmischen Spiele öffentlichkeitswirksam die Freiheit aller Griechen verkünden.
Zu diesem Zeitpunkt waren in der mediterranen Welt nur noch zwei von ursprünglich fünf Großmächten übrig geblieben: das Seleukidenreich und das Römische Reich.

### Politische Ziele der Römer und Seleukiden

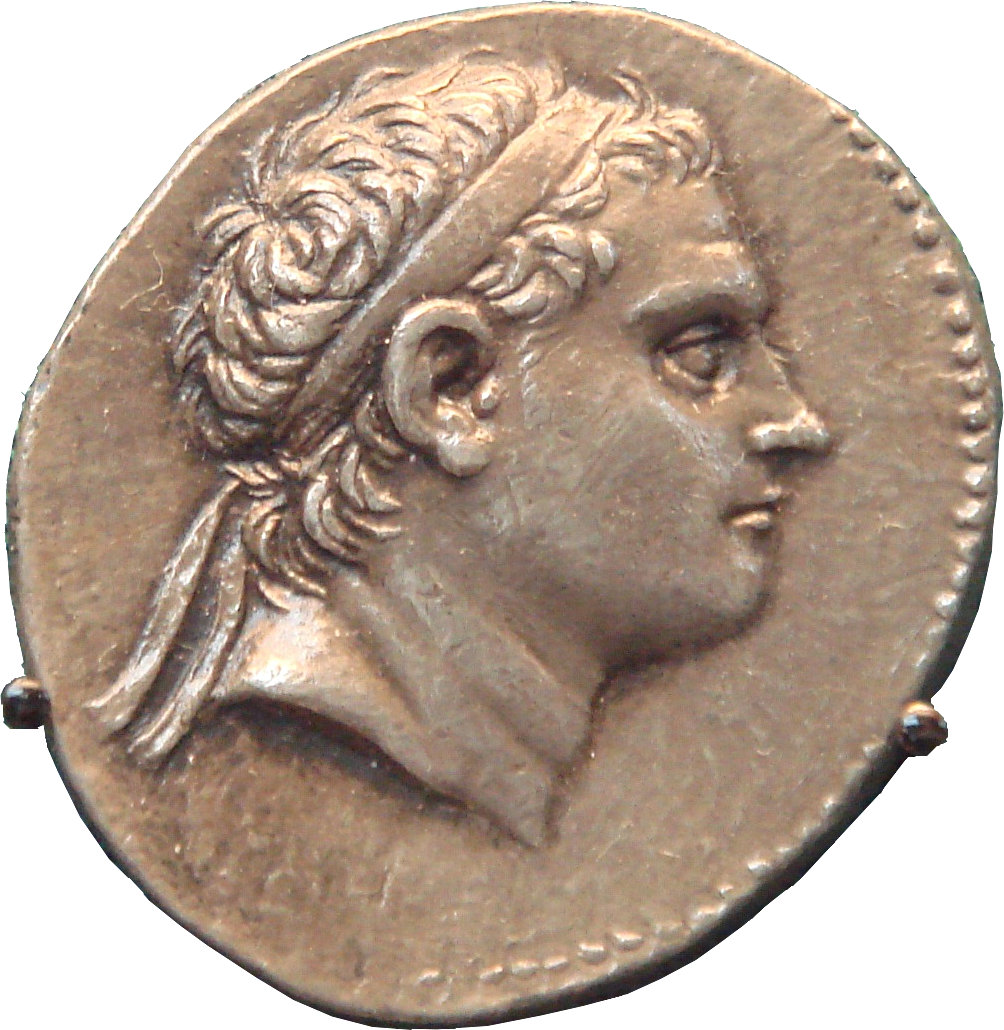
Antiochos III. (Münzporträt)

Das Seleukidenreich hatte seit seiner Gründung gegen Ende des vierten vorchristlichen Jahrhunderts schrittweise Provinzen verloren. Dafür waren sowohl innere Aufstände als auch äußere Gegner verantwortlich gewesen. Als Antiochos III. im Jahr 223 v. Chr. den Thron bestieg, war das Reich kurzzeitig auf Syrien begrenzt. Im Laufe der nächsten drei Jahrzehnte trat er dem Verfallsprozess aber militärisch erfolgreich entgegen und stellte den seleukidischen Einfluss in Mesopotamien, Persien, dem zentralen Kleinasien, Armenien, Parthien, Baktrien sowie Koilesyrien wieder her. Antiochos erkannte in sich selbst den restitutor orbis (Wiederhersteller des Reiches), der alle Gebiete, auf die seine Vorfahren einmal Anspruch erhoben hatten, wiedergewinnen würde. Auch bezüglich Thrakiens glaubte er über Rechtstitel zu verfügen, da mehrere Seleukiden in der Vergangenheit um diese Region gekämpft hatten – zuletzt sein Onkel Antiochos Hierax im Jahr 226 v. Chr.
Antiochos III. ging bei seiner Rückeroberung teilweise bewusst oberflächlich vor. Er setzte nur selten direkte Verwaltungen ein und beließ den besiegten Fürsten und Städten ihre grundsätzliche Autonomie, solange diese nur seine nominelle Oberhoheit anerkannten und Tribute entrichteten. Vor allem gegenüber den griechischen Städten Kleinasiens vermied Antiochos nach Möglichkeit offene Gewalt. Gemäß seiner Propaganda trat er nicht als Eroberer, sondern als Bringer der Unabhängigkeit auf. Tatsächlich bedeutete die Seleukidenherrschaft für die Städte teilweise Autonomie im Inneren. Der Preis dafür war allerdings der Verlust der außenpolitischen Beweglichkeit, was dem Geist einer klassischen griechischen Polis widersprach. Zudem hatte auch die innenpolitische Selbstbestimmtheit ihre Grenzen, da die Städte in Krisenzeiten Truppen zu stellen und Kontributionen zu entrichten hatten. Über den seleukidischen Herrscherkult zahlten die Städte als religiöse Opfer getarnte Steuerabgaben an Antiochos.
Die Römische Republik verfolgte in Griechenland zwei Ziele: Auf der einen Seite wollten die Römer durch die Bekämpfung Philipps ihr östliches Vorfeld absichern. Auf der anderen Seite bestand aber auch der Wunsch, durch eine ausgleichende Außenpolitik Roms mäßigen Ruf in Griechenland zu verbessern. Flamininus versuchte, beide Aspekte zu verbinden, da er diejenige Politik langfristig für erfolgversprechend hielt, die auch die griechischen Bedürfnisse berücksichtigen würde. Daher versuchte er, mit der Schwächung der bisherigen Hegemonialmacht Makedonien und der Stärkung kleinerer Staaten ein multizentrisches und stabiles System zu installieren. Die öffentliche Freiheitsbekundung für alle Griechen im Jahr 196 sollte dieser Politik Glaubwürdigkeit verleihen und wurde 194 durch den Abzug der letzten römischen Soldaten nach Italien untermauert.
Tatsächlich erwies sich das neue Mächtesystem aber als instabil, so dass Rom letztlich bei internen Streitigkeiten zu entscheiden hatte und so schrittweise in die Rolle der neuen Hegemonialmacht Griechenlands hineinwuchs. Antiochos’ Übergang nach Thrakien im Jahr 196 hatte diese Situation verkompliziert, da die Römer befürchteten, der Seleukidenkönig wolle seinen Einfluss auch auf Griechenland ausdehnen. Rom weigerte sich daher, die seleukidische Herrschaft in Thrakien formal anzuerkennen. Zwei griechische Städte in Kleinasien boten einen geeigneten Anlass, um im Gegenzug in Kleinasien diplomatischen Druck auf Antiochos auszuüben: Smyrna und Lampsakos wollten gegenüber dem Seleukidenreich ihre vollständige Unabhängigkeit bewahren, weshalb sie Rom auf Grundlage seiner Freiheitspolitik um Unterstützung baten. Später stellte sich Alexandreia Troas als dritte Stadt gegen Antiochos.

### Verhandlungen zwischen den Mächten
Trotz dieser Unstimmigkeiten wünschte keine der beiden Großmächte 196 v. Chr. den Krieg. Umgekehrt konnten sie sich aber auch nicht auf eine stabile Interessengrenze einigen. Auf drei Konferenzen versuchten sie, ihre Differenzen beizulegen: In Lysimacheia (Herbst 196) forderten die Römer Antiochos auf, sich aus Europa zurückzuziehen und die griechischen Städte Kleinasiens freizugeben. Dieser verwies jedoch auf seinen vermeintlichen Rechtsanspruch auf Thrakien und verbat sich jegliche Einmischung in seine Politik. Auf einer Konferenz in Rom (Herbst 194) machte Flamininus ein realpolitisches Angebot: Wenn Antiochos sich aus Thrakien zurückzöge und den Hellespont als Interessengrenze akzeptierte, würden ihm die Römer freie Hand in Kleinasien lassen. Da beide Seiten nicht nachgeben wollten, gingen sie in Ephesos (Sommer 193) teilweise wieder zu einer idealistischen Argumentation über. Auf der Grundlage ihrer jeweiligen Freiheitspropaganda warfen sich Römer und Seleukiden gegenseitig vor, sie würden die Griechen Unteritaliens beziehungsweise Kleinasiens unterdrücken. Antiochos erklärte sich bereit, als Preis für ein Abkommen mit Rom auf einige umstrittene Städte Kleinasiens verzichten zu wollen, nicht aber Thrakien aufzugeben.
In diesem Zeitraum entwickelte sich zwischen Rom und Antiochos ein „Kalter Krieg“, währenddessen sie ihre jeweilige politische Position im Ägäisraum ausbauten. Flamininus musste bereits ein Jahr nach dem Frieden mit Makedonien für den Erhalt seiner Ordnung in Griechenland kämpfen. Als 195 v. Chr. der spartanische Herrscher Nabis seinen Machtbereich zu Lasten Achaias vergrößerte, zwang ihn Flamininus militärisch zur Rückgabe der umstrittenen Stadt Argos und des Marinestützpunktes Gytheion. Nabis selbst wurde jedoch im Amt belassen, da Flamininus das Gleichgewicht unter den griechischen Staaten aufrechterhalten wollte.
Die Römer waren im Krieg gegen Nabis von fast allen griechischen Mittelmächten mit Ausnahme der Aitoler unterstützt worden. Diese waren seit dem gewonnenen Krieg gegen Philipp zu Gegnern Roms geworden, weil sie auf große territoriale Gewinne in Thessalien gehofft hatten, Flamininus aber keine deutliche Vergrößerung der bestehenden Mächte hatte zulassen wollen. Daher nahmen die Aitoler im Winter 195/194 v. Chr. Kontakt zu Antiochos auf, um diesen zu einem Vorgehen gegen die Römer zu bewegen. Der Seleukidenkönig zeigte sich zwar nicht abgeneigt, hoffte aber nach wie vor auf einen Konsens mit Rom. Er sicherte sich jedoch gegenüber einem möglichen Zweifrontenkrieg gegen Rom und Ägypten ab, indem er eine seiner Töchter mit Ptolemaios V. verheiratete. Ansonsten beschränkte sich Antiochos in den Jahren 196 bis 194 auf Kämpfe gegen die thrakischen Stämme, um diese Provinz dauerhaft zu sichern, sowie einen Feldzug 193 nach Pisidien.
Ab 194 v. Chr. formierten sich bereits die späteren Kriegskoalitionen: Während sich Aitolien dem Seleukidenkönig annäherte, ergriffen Makedonien, Achaia, Pergamon und Rhodos Partei für Rom. Philipp von Makedonien wurde von römischer Seite Hoffnungen gemacht, dass die strengen Friedensbedingungen gelockert werden könnten. Zudem waren sowohl Antiochos durch seine Eroberung Thrakiens als auch die Aitoler eine Bedrohung für Philipp geworden. Die Achaier spekulierten auf eine Vereinigung der Peloponnes mit römischer Hilfe. König Eumenes II. von Pergamon war in Kleinasien auf drei Seiten von seleukidischem Territorium eingeschlossen, nachdem sein Vater größere Gebiete an Antiochos und zuvor dessen Vizekönig Achaios verloren hatte. Da sich Eumenes nicht mit der Rolle eines seleukidischen Unterkönigs begnügen wollte, lehnte er die angebotene Heirat mit einer von Antiochos’ Töchtern ab und baute auf das Bündnis mit Rom. Die Rhodier hatten zwar kurzzeitig mit Antiochos zusammengearbeitet, konnten ihr Staatsgebiet aber nur noch zulasten des Seleukidenreiches vergrößern.

### Aitoliens Politik gegen die römische Ordnung
Römer und Seleukiden drängten zwar während des Kalten Krieges nicht unmittelbar auf eine bewaffnete Konfrontation, konnten ihr politisches Verhältnis aber auch nicht vertraglich regeln. Dies wurde in dem Moment kritisch, als in Griechenland mehrere lokale Konflikte ausbrachen, die ein Eingreifen beider Großmächte provozierten.
Die Aitoler konnten aufgrund der militärischen Übermacht Roms nur im Bund mit Antiochos auf eine Erweiterung ihrer eigenen Macht hoffen. Sie hatten den Seleukidenkönig daher eingeladen, in Griechenland zu landen und die Machtverhältnisse neu zu regeln. Da dieser jedoch nicht unmittelbar reagierte, provozierten die Aitoler eine Situation, in der Rom gezwungen sein würde, erneut in Griechenland einzumarschieren. Letzteres hätte Antiochos ultimativ vor die Wahl gestellt, dauerhaft Roms Hegemonie in Griechenland hinzunehmen oder aber die Aitoler, seine einzigen Verbündeten, zu unterstützen.
Im Frühjahr und Sommer 192 versuchten die Aitoler, in drei bedeutenden griechischen Städten politische Umstürze herbeizuführen, um ein Eingreifen beider Großmächte zu provozieren: Demetrias war neben Chalkis und Korinth eine der drei „Fußfesseln“ gewesen, von denen aus Makedonien über Jahrzehnte hinweg Griechenland beherrscht hatte. In der seit kurzem autonomen Stadt herrschte Unruhe, da befürchtet wurde, Rom wolle die Stadt an Philipp zurückgeben. Flamininus begab sich nach Demetrias, um die Situation zu entspannen, wo ihm der Magnetarch genannte Strategos der Stadt allerdings eine imperialistische Politik vorwarf. Flamininus reagierte darauf dermaßen wütend, dass jener nach Aitolien floh und die Ratsherren von Demetrias zur Beschwichtigung eine prorömische Regierung einsetzten. Nach Flamininus’ Abreise wurde der Magnetarch allerdings von aitolischen Truppen nach Demetrias zurückgeleitet, wo sie gewaltsam die Kontrolle übernahmen.
Ein ähnlicher Versuch der Machtübernahme in Chalkis, einer weiteren ehemaligen Fessel, auf Euboia scheiterte jedoch. Aitolische Soldaten versuchten, durch die Unterstützung chalkidischer Exilanten in die Stadt einzudringen, um die prorömische Stadtregierung abzusetzen. Letztere rief aber die befreundeten Städte Eretria und Karystos zur Hilfe und konnte sich militärisch gegen die Aitoler behaupten.
Die Aitoler versuchten, im Sommer 192 auch Sparta für eine Allianz gegen Rom zu gewinnen. Nabis ging darauf zunächst ein und ließ den achaiischen Hafen Gytheion wieder besetzen, stimmte jedoch nach römischer Vermittlung einem erneuten Waffenstillstand zu, woraufhin sich die politische Lage wieder beruhigte. Dies war nicht im Sinn der Aitoler, die Flamininus’ Ordnung nur durch einen größeren Krieg beseitigen konnten. Ein aitolisches Kontingent marschierte unter dem Vorwand nach Sparta, Nabis militärisch unterstützen zu wollen, ermordete diesen jedoch bei einem gemeinsamen Manöver. Es gelang den Aitolern allerdings nicht, die Kontrolle in der Stadt an sich zu reißen, da Nabis’ Parteigänger ein junges Familienmitglied des Ermordeten als nominellen Nachfolger einsetzten. Letztlich profitierten nur die Achaier von Nabis’ Tod, da Sparta bald darauf ihrem Bundesstaat beitrat.

### Kriegsausbruch
Zwar war nur der aitolische Umsturz in Demetrias erfolgreich gewesen, doch reichte dies aus, um das gewünschte Eingreifen beider Großmächte zu provozieren: Rom war keineswegs bereit, den Abfall Demetrias’ hinzunehmen, weshalb der Gesandte Publius Villius Tappulus der Stadt Konsequenzen androhte. Allerdings war zu erwarten, dass eine erneute römische Intervention sich nicht auf Demetrias beschränken, sondern in erster Linie gegen die Aitoler gerichtet sein würde. Eine aitolische Niederlage gegen die Römer hätte allerdings auch Auswirkungen auf Antiochos gehabt: Sollte Rom keine Rücksicht mehr auf oppositionelle Kräfte in Griechenland nehmen müssen, wäre die Position des Seleukidenkönigs in Kleinasien und Thrakien unsicher geworden. Trotz unzureichender Vorbereitungen begann Antiochos daher im Herbst 192 mit der Invasion Griechenlands.
Am seleukidischen Hof war bereits während des Kalten Krieges über die mögliche Art der Kriegsführung gegen Rom diskutiert worden. Einer der Wortführer war dabei der frühere karthagische Heerführer Hannibal. Roms großer Gegner aus dem Zweiten Punischen Krieg hielt sich seit 195 v. Chr. im Seleukidenreich auf, nachdem er seine Heimatstadt auf Betreiben seiner innenpolitischen Gegner hatte verlassen müssen. Hannibal empfahl Antiochos, dass dieser im Falle eines Krieges unbedingt Roms Ressourcen in Italien binden müsse: Während der König mit seinem Heer eine Invasion Griechenlands unternähme, würde Hannibal dann mit einer seleukidischen Flotte in Karthago die Macht an sich reißen und anschließend in Italien einfallen. Hannibals Plan wurde jedoch von Antiochos abgelehnt, da dieser in seiner Funktion als Heerkönig selbst den Hauptschlag führen wollte. Dennoch plante Antiochos ursprünglich ein abgeschwächtes Unternehmen unter Hannibals Kommando: Dieser sollte mit einer kleinen Flotte zumindest die Macht in Karthago übernehmen, wodurch Rom politisch gebunden gewesen wäre, da es angesichts eines feindlich gesinnten Karthagos Truppen in Süditalien hätte zurücklassen müssen. Als sich die Situation in Demetrias zuspitzte, verwarf Antiochos diesen Plan jedoch und benutzte die für Hannibal geplanten Einheiten als Teil seiner eigenen Invasionstruppen für Griechenland.
Antiochos hatte sich kurzfristig für ein militärisches Eingreifen in Griechenland entschieden, so dass seine Streitmacht mit 10.000 Mann Infanterie, 500 Mann Kavallerie sowie sechs Elefanten relativ klein ausfiel. Die Römer waren erheblich besser auf eine Intervention im Ägäisraum eingestellt als der Seleukidenkönig: Bereits seit dem aitolischen Umsturz in Demetrias im Frühjahr waren Vorbereitungen für einen Militäreinsatz in Griechenland getroffen worden. Eine Armee von 25.000 Mann, die ursprünglich zur Absicherung gegenüber einer möglichen Invasion durch Hannibal oder gar Antiochos selbst gedient hatte, setzte nach Apollonia über. Darüber hinaus wurden weitere 40.000 Mann in Italien ausgehoben sowie die Flotte in Brundisium vergrößert.

## Kriegsverlauf

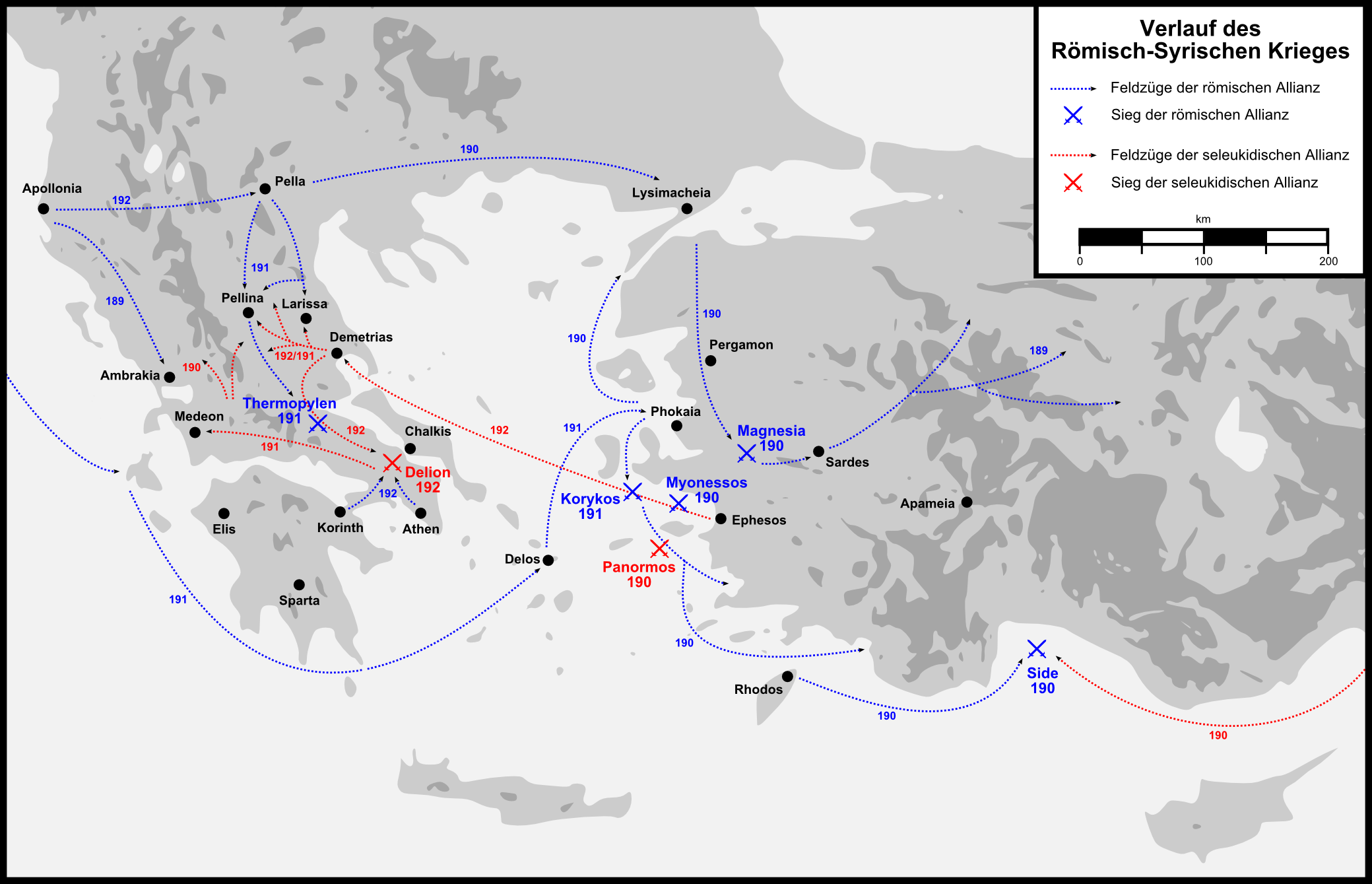
Verlauf der Kriegshandlungen

### Antiochos’ Landung in Griechenland
Antiochos landete mit seinem Heer in Demetrias, dessen mehrheitlich romfeindliche Ratsherren ihn freundlich empfingen. Das Bündnis zwischen Seleukiden und Aitolern wurde öffentlich in Lamia bekräftigt, indem Antiochos zum nominellen Strategen des Bundes gewählt wurde.
Anschließend versuchte der Seleukidenkönig, auch Chalkis für seine Sache zu gewinnen, doch lehnte die Stadt sein Angebot zu einer Allianz ab. Antiochos schickte daraufhin 3.000 Mann unter Führung des Menippos mit der Flotte nach Chalkis und folgte selbst mit dem Rest des Heeres. Gleichzeitig marschierten je 500 römische und achaiische Soldaten zur Unterstützung der Stadt an. Die Achaier konnten die Stadt rechtzeitig erreichen, doch traf Menippos vor den Römern ein und besetzte die zu Chalkis gehörende Festung am jenseitigen Ufer des Euripos-Kanals. Die Römer beschafften sich daraufhin Transportboote, um an einer anderen Stelle auf die Insel Euboia überzusetzen. Menippos ließ jedoch nicht zu, dass die Chalkidier noch weiter verstärkt würden, und attackierte die Entsatztruppen in der Nähe des Tempels von Delion. Dabei wurden die meisten der zahlenmäßig deutlich unterlegenen Römer getötet oder gefangen genommen, während sich die übrigen nach Chalkis retteten. Als Antiochos später mit dem Rest des seleukidischen Heeres eintraf, ergab sich Chalkis, nachdem den römisch-achaiischen Hilfstruppen sowie den prorömischen Politikern der Abzug gestattet worden war.
Trotz dieses Erfolges blieben die griechischen Staaten Antiochos gegenüber reserviert. Einzig König Amynandros von Athamanien war zur aktiven Teilnahme am Krieg bereit, da er seinen Schwager als makedonischen König installieren wollte. Einige kleinere Mächte strebten zumindest ein gutes Verhältnis zu den Seleukiden an: Böotien und Epeiros gingen formal Allianzen mit Antiochos ein, blieben aber faktisch neutral. Elis erhielt 1.000 seleukidische Soldaten zur Unterstützung, um als Gegengewicht zu den Achaiern auf der Peloponnes erhalten zu bleiben.
Die seleukidisch-aitolische Allianz fiel im Winter 192/191 in Thessalien ein. Dessen Bewohner waren Antiochos feindlich gesinnt, da sie ihre Unabhängigkeit Rom zu verdanken hatten. Der Seleukidenkönig konnte bis auf die Stadt Larissa den Großteil Thessaliens unter seine Kontrolle bringen, als ihn schlechtes Wetter zur Rückkehr nach Chalkis zwang. Er musste jedoch zur Kontrolle der Landschaft starke Besatzungstruppen zurücklassen, weshalb die seleukidische Flotte nach Kleinasien zurückgeschickt wurde, um Nachschub zu holen. Um seine Verbundenheit mit Griechenland zu bekunden, heiratete Antiochos eine Chalkidierin.

### Die Schlacht bei den Thermopylen
Der Prätor Marcus Baebius Tamphilus hatte mit seinen ca. 25.000 Soldaten von Apollonia aus Thessalien nicht rechtzeitig erreichen können und schlug sein Winterlager in Makedonien auf. Mittlerweile war König Philipp offen zu Gunsten Roms in den Krieg eingetreten, woraufhin er die Erlaubnis erhielt, seine vertraglich auf 5.000 Mann begrenzte Armee aufzustocken. Im Frühjahr 191 v. Chr. begannen Tamphilus und Philipp getrennt mit der Rückeroberung Thessaliens. Der Nordosten fiel schnell an Tamphilus, da sich dort nur wenige seleukidische Besatzungen befanden. Philipp traf im Westen Thessaliens jedoch auf den Widerstand der Athamanier, die sich vor allem in der Stadt Pelinna verschanzten. Erst als Tamphilus’ Truppen sowie weitere 12.000 Römer als Verstärkung unter dem Konsul Manius Acilius Glabrio eintrafen, kapitulierte die Stadt. Philipp marschierte nun ohne weitere Schwierigkeiten in Athamanien ein, woraufhin König Amynandros ins Exil nach Ambrakia flüchtete. Glabrio übernahm den Oberbefehl über das römische Heer und wandte sich gegen das südliche Thessalien, wo sich noch einige stärkere seleukidische Garnisonen befanden. Diese ergaben sich jedoch, nachdem ihnen der Abzug über makedonisches Territorium gestattet worden war. Damit kontrollierten die römischen und makedonischen Truppen das nördliche Griechenland.

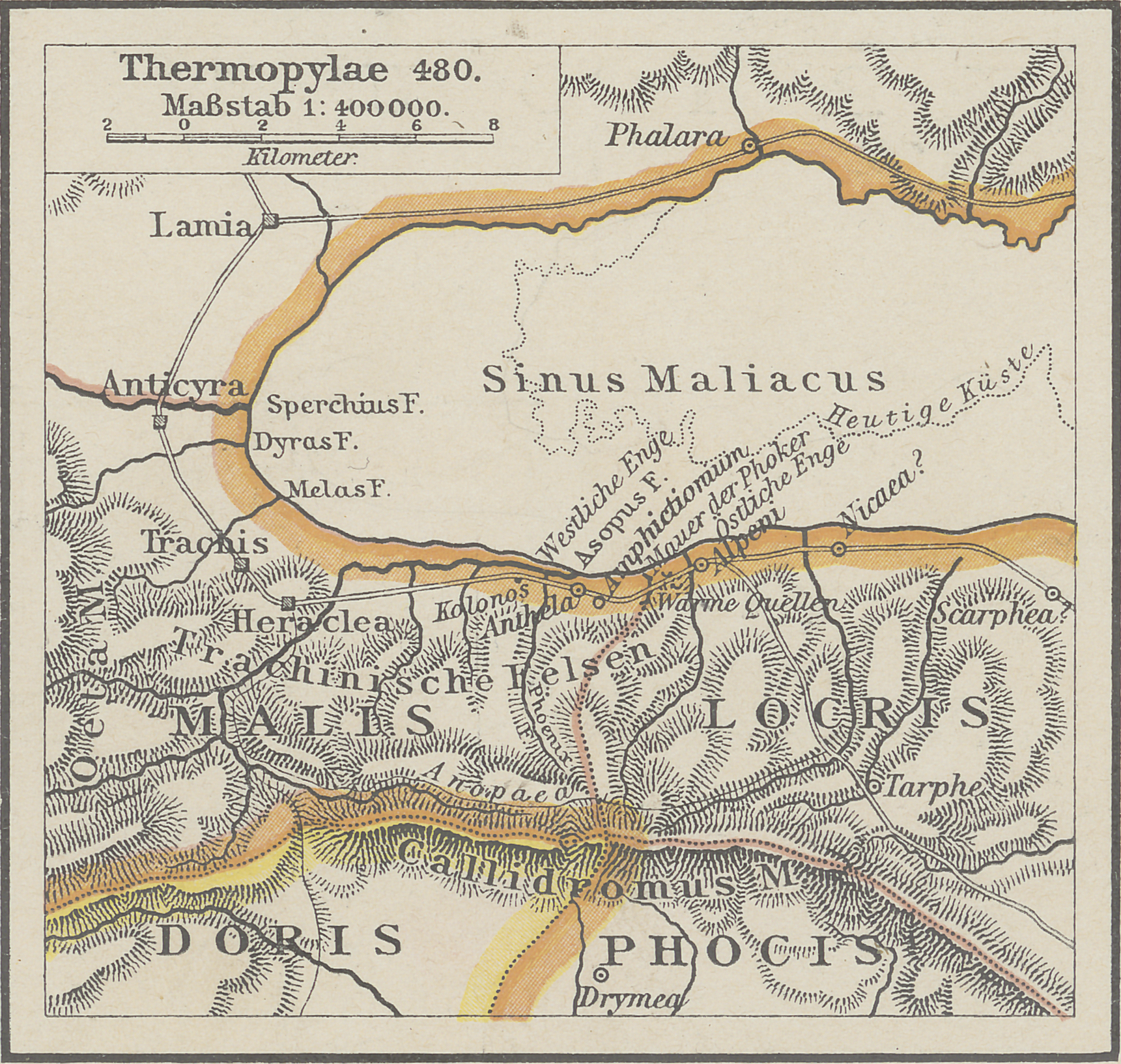
Die Thermopylen

Antiochos hatte versucht, Akarnanien zu gewinnen, während die Römer in Nordgriechenland beschäftigt waren. Zwar schloss sich ihm dort die Stadt Medeon an, doch widersetzten sich ihm die meisten Akarnanen aufgrund ihrer traditionellen Rivalität zu den Aitolern. Antiochos gab Akarnanien schließlich auf und eilte zurück nach Chalkis, um seine Truppen für eine Feldschlacht gegen die Römer zu sammeln. Da mittlerweile Verstärkungen aus Kleinasien eingetroffen waren, verfügte der Seleukidenkönig wie zu Beginn des Feldzugs wieder über 10.000 Soldaten. Seine aitolischen Verbündeten hätten maximal die gleiche Anzahl aufbieten können, doch schickten sie nur 4.000 Mann zur Unterstützung, da sie einen Angriff auf ihr eigenes Territorium durch Philipp befürchteten. Aufgrund seiner zahlenmäßigen Unterlegenheit entschied sich Antiochos gegen eine offene Feldschlacht und bezog am östlichen Tor der Thermopylen Stellung. Die Hälfte der Aitoler wurde in der Stadt Herakleia am westlichen Tor der Enge stationiert, während die übrigen die Bewachung der Bergpässe übernahmen.
Glabrio rückte mit etwa 30.000 Mann aus Thessalien an. Er ließ zunächst die Gegend um Herakleia verwüsten, um einen Ausfall der Aitoler zu provozieren, doch verblieben diese in der Stadt. Trotz des Feindes in seinem Rücken rückte Glabrio in die Thermopylen vor. Er stellte zwei Kontingente von je 2.000 Mann ab, welche die Bergpässe überwinden und dem seleukidischen Heer in den Rücken fallen sollten. Obwohl Antiochos die Enge hatte befestigen lassen, wagte Glabrio die sogenannte Zweite Schlacht bei den Thermopylen und ließ einen Frontalangriff durchführen. Aufgrund ihrer günstigen strategischen Position konnten sich die Seleukiden trotz ihrer Unterzahl zunächst halten. Eines der beiden römischen Kontingente brach unter Befehl von Marcus Porcius Cato jedoch gegen den Widerstand der Aitoler am Pass durch. Cato konnte nun die Seleukiden an der Flanke attackieren, woraufhin diese den ungeordneten Rückzug antraten. Antiochos rettete sich mit einem Teil des Heeres nach Chalkis, doch gerieten viele seiner Soldaten in römische Gefangenschaft. Seine verbliebenen Truppen in Griechenland umfassten zwar noch mehrere tausend Mann, die aber weit voneinander entfernt stationiert waren, so dass sich der Seleukidenkönig nach Kleinasien zurückzog.

### Der Seekrieg I: Korykos
Trotz Antiochos’ Flucht war der Krieg in Griechenland aus römischer Sicht noch nicht beendet, da die Aitoler den Kampf dank seleukidischer Subsidien fortsetzten. Glabrio war es zwar gelungen, die aitolischen Festungen Herakleia und Lamia einzunehmen, doch blieben Naupaktos und Amphissa unbezwungen. Der zentrale Kriegsschauplatz verschob sich jetzt aber in die Ägäis. Die Römer benötigten für eine Gegeninvasion in Kleinasien die Seehoheit, was Antiochos zu verhindern suchte.
Der seleukidische Admiral Polyxenidas, ein gebürtiger Rhodier, verfügte zwar über 200 Schiffe, doch waren darunter nur 70 große tectae, während es sich bei den übrigen um kleinere apertae handelte (gedeckte beziehungsweise offene Schiffe). Zwei Faktoren erschwerten seine Aufgabe: Zum einen fehlte den Seleukiden als Landmacht die maritime Erfahrung, zum anderen wurden die Römer zur See durch Pergamon und Rhodos unterstützt.
Die römische Flotte stand unter dem Befehl des Prätors Gaius Livius Salinator. Diesem unterstand eine Flotte von 81 Quinqueremen und 24 kleineren Einheiten. Salinators erstes Kriegsziel war die Vereinigung mit den schlagkräftigen Flotten seiner Verbündeten, um gegenüber seinem Konkurrenten ein zahlenmäßiges Übergewicht zu erlangen. Zuerst segelte er Richtung Pergamon. Polyxenidas ging daher im nicht weit entfernten Phokaia vor Anker, konnte aber das Rendezvous zwischen Römern und Pergamenern nicht verhindern. Er zog sich daraufhin in die Meerenge zwischen der Insel Chios und der Erythraischen Halbinsel zurück, um in der Nähe seines Marinestützpunktes Ephesos zu bleiben und von dort aus wenigstens die Vereinigung zwischen Salinator und den rhodischen Schiffen zu verhindern.
Salinator verfügte dank Eumenes’ Einheiten mittlerweile über 105 große tectae und 50 kleine apertae. Im Herbst 191 wandte er sich nach Süden, um auch die rhodischen Schiffe in seine Armada aufnehmen zu können. In den Küstengewässern vor Korykos versuchte Polyxenidas, den Durchbruch der römisch-pergamenischen Flotte zu verhindern. Nachdem seine Schiffe jedoch auf der Seeseite überflügelt worden waren, musste er sich nach Ephesos zurückziehen, wobei 23 Schiffe verlorengingen. Salinator war damit nach dem Eintreffen der rhodischen Flotte mit insgesamt 130 tectae gegenüber Polyxenidas deutlich im Vorteil. Der römische Prätor verließ allerdings bald darauf seine Stellung vor Ephesos und teilte seine Armada wieder auf. Während die Rhodier ihre eigenen Gewässer sichern sollten, segelte Salinator mit den römischen und pergamenischen Schiffen nach Norden, um die Kontrolle über den Hellespont zu gewinnen.

### Der Seekrieg II: Myonessos
Trotz der Niederlage bei Korykos gab Antiochos den Seekrieg nicht auf. Während des Winters 191/190 wurde zum einen Polyxenidas beauftragt, seine angeschlagene Flotte in Ephesos mit neuen großen Schiffen zu verstärken. Zum anderen sollte Hannibal in Syrien und Phönikien eine zweite Flotte zusammenziehen und mit dieser in die Ägäis segeln. Nachdem Polyxenidas im Frühjahr 190 seine Flottenstärke wieder auf 70 tectae gebracht hatte, segelte er nach Süden, um die rhodische Flotte unter Pausistratos zu schlagen und damit den Weg für eine spätere Vereinigung mit Hannibals Schiffen freizumachen. In einem kombinierten Land-See-Unternehmen schloss Polyxenidas 36 gegnerische Schiffe im Hafen von Panormos auf der Insel Samos ein und vernichtete sie bis auf sieben.
Salinator hatte erfolglos Abydos belagert, welches der bedeutendste seleukidische Stützpunkt am kleinasiatischen Ufer des Hellesponts war. Als er von Polyxenidas’ Sieg bei Panormos hörte, segelte Salinator nach Süden, woraufhin sich die seleukidische Flotte wieder nach Ephesos zurückzog. Polyxenidas verfügte dank zahlreicher eroberter rhodischer Schiffe mittlerweile über 90 Einheiten, war aber zahlenmäßig nach wie vor unterlegen, da die Rhodier neue Schiffe schickten, wodurch die Flotte der römischen Koalition wieder auf 120 tectae anwuchs.
Salinators Kommando fiel nun an den neuen Prätor Lucius Aemilius Regillus. Dieser unternahm zunächst einige erfolglose Angriffe auf seleukidische Stützpunkte in Karien und Lykien. Da Regillus die Kontrolle über den Hellespont gewinnen musste, gleichzeitig aber auch Polyxenidas in Ephesos festhalten wollte, wurde König Eumenes mit dem pergamenischen Geschwader zur Meerenge entsandt.
Polyxenidas’ Hoffnung richtete sich vor allem auf die Vereinigung mit der anrückenden zweiten Flotte unter Hannibal. Diese hätte dazu allerdings zunächst die rhodischen Linien durchbrechen müssen. Bei Side trafen Hannibals 47 Schiffe aber auf eine rhodische Flotte von 38 Einheiten unter dem Kommando des Eudamos. Während Hannibals stärkerer Flügel durch wenige Gegner blockiert wurde, errangen die Rhodier am zweiten Flügel einen klaren Sieg, woraufhin sich die seleukidische Flotte zurückziehen musste und keinen weiteren Vorstoß mehr wagte.
Durch den Ausfall Hannibals wurde Polyxenidas zum Handeln gezwungen und wagte die entscheidende Seeschlacht gegen Regillus. Bei Myonessos trafen im Sommer 190 die beiden Flotten aufeinander. Polyxenidas unterstanden 89 Schiffe, während Regillus nur über 70 verfügte, da er ohne die Pergamener auskommen musste und nur durch ein rhodisches Geschwader unterstützt wurde. Die Schlacht begann zunächst ungünstig für die Römer, da ihren Schiffen auf dem Seeflügel die Umfassung durch die seleukidische Flotte drohte. Daraufhin kamen ihnen jedoch die schnellen rhodischen Schiffe vom Landflügel zur Hilfe, während die unbeweglicheren Einheiten ihrer Gegner diesem Manöver nicht folgen konnten. Polyxenidas verlor dadurch 42 seiner Schiffe und zog sich nach Ephesos zurück. Der Seekrieg war damit zu Gunsten Roms entschieden worden und der Übergang des römischen Heeres über den Hellespont gesichert.

### Die Schlacht bei Magnesia

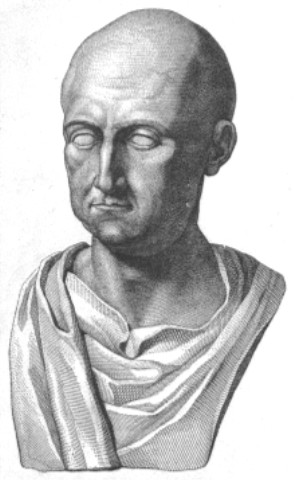
P. Cornelius Scipio Africanus

Das Kommando über das römische Heer in Griechenland war mittlerweile von Glabrio auf den neuen Konsul Lucius Cornelius Scipio übergegangen, der 13.500 Mann als Verstärkung erhalten hatte. Er wurde von seinem bekannteren Bruder Publius Cornelius Scipio Africanus als Legat begleitet. Letzterem war es gelungen, mit den Aitolern einen sechsmonatigen Waffenstillstand auszuhandeln, welcher den Römern den Abmarsch nach Kleinasien erlaubte. Nach dem römischen Sieg zur See konnte Regillus ohne weitere Schwierigkeiten mit seiner Flotte den Hellespont besetzen. Antiochos bereitete sich auf eine Schlacht im Landesinneren vor und gab daher die Küstenstädte beiderseits der Meerenge kampflos preis. Das römische Heer unter Lucius Scipio erreichte schließlich im November 190 das verlassene Lysimacheia und setzte nach Kleinasien über.
Angesichts des ungünstigen Kriegsverlaufs bemühte sich Antiochos um eine Allianz mit Bithynien, das jedoch auf seiner Neutralität beharrte. Die Ptolemaier boten der Gegenseite ihren Eintritt in den Krieg gegen Antiochos an. Rom lehnte jedoch ab, da es keine Ausweitung des Konflikts wünschte. Bereits während des Seekrieges hatte Antiochos erfolglos um Friedensverhandlungen gebeten und unternahm nun einen neuen Versuch. Er bot den Römern an, Thrakien und alle umstrittenen Städte im westlichen Kleinasien aufzugeben, sowie für die Hälfte der römischen Kriegskosten aufzukommen. Scipio Africanus forderte jedoch die Preisgabe ganz Kleinasiens bis zum Tauros sowie die Erstattung der gesamten Kriegskosten – in etwa die Bedingungen, die tatsächlich im späteren Friedensschluss festgelegt worden sind. Der Seleukidenkönig ging darauf nicht ein und bezog mit seinem Heer in der Nähe von Magnesia Stellung, von wo aus er sowohl den Weg nach Sardes als auch Ephesos absichern konnte.
Die Römer rückten nach Süden vor und trafen im Dezember 190 in der Schlacht bei Magnesia auf das seleukidische Heer. Lucius Scipio hatte etwa 50.000 Mann unter seinem Kommando, größtenteils schwere Infanterie aus Rom oder Italien. Dazu kamen kleinere Kontingente der griechischen Verbündeten, wobei die pergamenische Kavallerie am bedeutendsten war. Antiochos stand etwa die gleiche Anzahl an Kriegern zur Verfügung, wobei seine Armee erheblich heterogener aufgebaut war und sich aus Soldaten aller Reichsteile zusammensetzte. Die Schlacht begann günstig für Antiochos, der an der Spitze seiner Reiterei den linken Flügel der Römer überrannte. Gleichzeitig setzte sich aber König Eumenes mit seiner Kavallerie am rechten Flügel durch und konnte die seleukidische Phalanx seitlich angreifen. Eine Elefantenattacke auf die römische Infanterie blieb wirkungslos. Nach erheblichem Beschuss gerieten die Tiere in Panik und gingen gegen die eigenen Reihen vor. Daraufhin brach die bereits geschwächte Phalanx zusammen und die seleukidischen Truppen flüchteten.

### Roms Kampf gegen Aitoler und Galater
Antiochos sammelte nach der verlorenen Schlacht seine verbliebenen Truppen in Apameia. Bald darauf bat er die Römer um Waffenstillstand, was ihm gegen die Zahlung von 500 Talenten und die Stellung von 20 Geiseln bewilligt wurde. Militärisch war der Krieg nun entschieden, was beide Seiten faktisch anerkannten, so dass es zu keinen weiteren Kampfhandlungen zwischen Römern und Seleukiden kam. Dennoch sollte nach der Schlacht von Magnesia noch mehr als ein Jahr vergehen, bis beide Parteien im Frühjahr 188 nach langen Verhandlungen Frieden schlossen.
Etwa zeitgleich mit der Schlacht bei Magnesia flammte der Krieg in Griechenland nochmal kurz auf. Nachdem im Dezember 190 Lucius Scipios Armee abgezogen und der Waffenstillstand ausgelaufen war, startete der Aitolische Bund eine neue Offensive. Philipp von Makedonien hatte zuvor Athamanien und mehrere aitolische Grenzstädte eingenommen, wurde nun aber von den Aitolern zurückgeschlagen. Des Weiteren setzten sie Amynandros wieder als athamanischen König ein. Im Frühjahr 189 landete jedoch zum einen der neue Konsul Marcus Fulvius Nobilior mit 35.000 Soldaten in Griechenland, zum anderen wurde die seleukidische Niederlage bekannt. Die Aitoler nahmen angesichts ihrer chancenlosen Situation Friedensgespräche mit Rom auf. Nobilior beschränkte sich daher während der Verhandlungen auf die Belagerung der Stadt Ambrakia und die Eroberung der zum Aitolischen Bund gehörenden Insel Kephallenia, welche er für Rom annektierte.
Die meisten bedeutenden Städte im westlichen Kleinasien gingen im Winter 190/189 zu den Römern über, darunter auch Ephesos und die regionale Hauptstadt Sardes, wo Lucius Scipio sein Winterlager aufschlug. Im Frühjahr wurde er vom neuen Konsul Gnaeus Manlius Vulso abgelöst, der aufgrund des eindeutigen römischen Sieges keine Verstärkungen mit sich führte. Vulso respektierte den Waffenstillstand und mied alle noch nicht aufgegebenen seleukidischen Garnisonsstädte, ging aber massiv gegen die Galater vor. Dieser Feldzug diente nicht nur dem Beuteraub, sondern hatte auch eine propagandistische Bedeutung: Die Absicherung gegenüber den Galatern war bis dahin Aufgabe der hellenistischen Könige gewesen, deren Funktion nun auf Rom überging. Während dieser Kämpfe ließ sich Vulsos Heer teilweise von den Seleukiden versorgen, die sich mit der Situation arrangiert hatten.
Im Sommer 189 wurde in Rom schließlich die offizielle Friedenskonferenz eröffnet. Ihr Ausgang war allerdings in den Grundzügen bereits zuvor festgelegt worden und entsprach weitgehend den Bedingungen, die Antiochos durch Scipio Africanus vor der Schlacht bei Magnesia angeboten worden waren. Der König nahm selbst jedoch nicht an der Konferenz teil, sondern ließ sich durch Zeuxis, den vormaligen Vizekönig Kleinasiens, vertreten. Außer den seleukidischen Gesandten nahmen König Eumenes sowie die Rhodier und Vertreter der alliierten Städte an den Verhandlungen teil. Zeuxis’ diplomatische Optionen waren angesichts des eindeutigen Kriegsverlaufs gering, so dass er nur wenige Vergünstigungen herausholen konnte. Im Frühjahr 188 v. Chr. trat schließlich der Friede zwischen dem Römischen Reich und dem Seleukidenreich in Kraft.

## Der Friede von Apameia

### Inhaltliche Bestimmungen

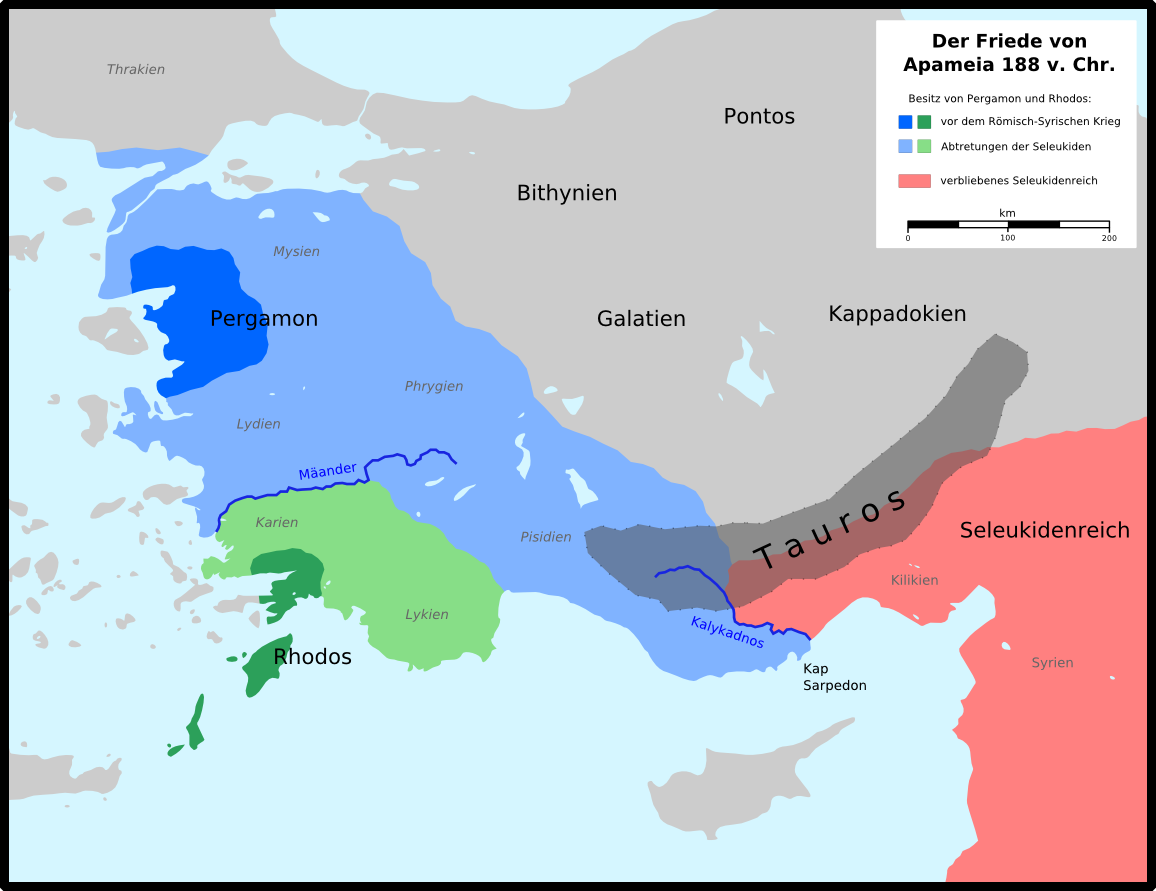
Territoriale Veränderungen in Kleinasien 188 v. Chr.

Der Friede von Apameia brachte enorme politische Veränderungen mit sich: Antiochos musste Thrakien und Kleinasien bis zum Tauros-Gebirge abtreten. Einzig das direkt an Syrien grenzende Kilikien blieb bis zum Fluss Kalykadnos in seinem Besitz. Mit dieser radikalen Regelung drängte Rom den seleukidischen Einfluss im Ägäisraum dauerhaft zurück. Antiochos wurde darüber hinaus jede außenpolitische Einmischung in Kleinasien zu Ungunsten der römischen Alliierten untersagt.
Unmittelbare Gewinner dieser Regelung waren Pergamon und Rhodos. Rom selbst wollte keine direkte Herrschaft in Griechenland und Kleinasien errichten und überließ daher alle territorialen Gewinne seinen Verbündeten – abgesehen von den bisher aitolischen beziehungsweise athamanischen Inseln Kephallenia und Zakynthos. König Eumenes erhielt mit Lysimacheia, der Chersones, Mysien, Lydien, Phrygien, Pisidien und dem nördlichen Karien den Löwenanteil des vormaligen seleukidischen Besitzes. Die Rhodier mussten sich mit Lykien und dem südlichen Karien zufriedengeben. Diejenigen Städte, die sich vor oder während des Krieges mit Rom verbündet hatten, blieben allerdings unabhängig, da Rom den Krieg vordergründig für ihre Autonomie geführt hatte.
Das Seleukidenreich wurde zur Zahlung von insgesamt 15.000 Talenten Silber an Rom verpflichtet. Antiochos hatte bereits beim Waffenstillstand 500 übergeben müssen, wozu weitere 2.500 beim Friedensschluss kamen. Das übrige Geld wurde über die kommenden zwölf Jahre in Raten von jeweils 1.000 Talenten gezahlt. Damit mussten die Seleukiden in einem Viertel der Zeit 50 Prozent mehr Reparationen aufbringen als Karthago wenige Jahre zuvor nach dem Zweiten Punischen Krieg. Selbst für das finanziell relativ starke Seleukidenreich stellte dies eine erhebliche Belastung dar.
Rom legte weitere Bedingungen fest, die eine Rückkehr der Seleukiden in den Ägäisraum erschweren sollten: Antiochos’ Flotte wurde auf zehn Schiffe begrenzt, die zudem nur bis zum hinter der Mündung des Kalykadnos gelegenen Kap Sarpedon segeln durften. Der Besitz von Kriegselefanten wurde untersagt, woran sich die Seleukiden allerdings nur wenige Jahre hielten. Des Weiteren wurde verboten, dass die Seleukidenkönige wie bisher galatische Söldner aus Kleinasien anheuern durften.
Eine unangenehme Forderung, die sein Ansehen gefährdet hätte, blieb für Antiochos allerdings ohne Folgen: Die Römer bestanden auf der Auslieferung einiger prominenter Gegner der römischen Ordnung. Diese entzogen sich aber durch Selbstmord oder, wie Hannibal, durch Flucht, während anderen Pardon gewährt wurde. Allerdings musste der jüngste Sohn des Seleukidenkönigs, der spätere Antiochos IV., als Geisel nach Rom gehen.

### Politische Folgen für den Ägäisraum
Der Römisch-Syrische Krieg veränderte die politische Mächtekonstellation im Mittelmeer erheblich. Der griechische Historiker Polybios glaubte in der Zeit von 218 bis 146 v. Chr. einen politischen Prozess zu erkennen, der die Entstehung des römischen Weltreichs zur Folge hatte. Der Krieg gegen Antiochos markierte dabei das Ende der ersten Phase, in der Rom nacheinander die Großmächte Karthago, Makedonien und Syrien (das Seleukidenreich) bezwang.
Um diese Auseinandersetzungen gewinnen zu können, hatte Rom Verbündete benötigt und musste auf deren Interessen Rücksicht nehmen. Deshalb wurden bis 188 v. Chr. die Kriege in Griechenland im Einverständnis mit den regionalen Mittelmächten geführt. Rom übte noch keine direkte Herrschaft über die Griechen aus, sondern versuchte, ein Gleichgewicht zwischen deren Staaten herzustellen. Diese Politik ging in erster Linie auf Flamininus zurück. Damit sollte zum einen gewährleistet werden, dass keine neue griechische Hegemonialmacht entstünde, die dann für Rom gefährlich werden konnte, so wie es Philipp V. gewesen war. Zum anderen sollten äußere Großmächte keine Alliierten in Griechenland vorfinden wie während des Zweiten Punischen Krieges. Damit dieses außenpolitische System in Griechenland stabil bleiben konnte, musste Rom einerseits die griechischen Mittelmächte kleinhalten und andererseits äußere Großmächte von einer Intervention abhalten. Nach der Niederlage des Antiochos 188 v. Chr. war der zweite Punkt hinfällig geworden, da Rom zum Hegemon über den Ägäisraum geworden war.
Die Römische Republik regierte Griechenland noch nicht unmittelbar. Allerdings wurde sie nun als einzige verbliebene Großmacht bei jedem innergriechischen Konflikt als Schiedsrichter angerufen. Rom rückte schließlich von seiner Politik einer griechischen Balance ab und förderte verstärkt prorömische Kräfte. Diese neue Einstellung den Griechen gegenüber wurde zynisch als nova sapientia (neue Weisheit) bezeichnet. Möglich war diese Politik aber nur geworden, weil Rom nach der Eindämmung der großen hellenistischen Monarchien keine Rücksicht mehr auf ebenbürtige Staaten zu nehmen brauchte. Mit dem Ende des makedonischen Königtums 168 v. Chr. nach dem Dritten Makedonisch-Römischen Krieg und der Einrichtung der Provinz Makedonien 146 v. Chr. ging Rom schließlich zu einer direkten Herrschaft in Griechenland über.

### Folgen für die Kriegsparteien
Der Aitolische Bund war während des Römisch-Syrischen Krieges der einzige nennenswerte Gegner Roms innerhalb Griechenlands gewesen. Da die Römer 188 v. Chr. noch eine politische Balance förderten, wurden die Aitoler nur mit relativ geringen Reparationen und Gebietsabtretungen bestraft. Hingegen konnten Roms Verbündete im Krieg gegen Antiochos kurzfristig deutliche Gewinne erzielen: Pergamon und Rhodos kontrollierten auf dem Papier große Gebiete. Philipp von Makedonien machte zumindest einen Teil seiner Verluste aus dem vorigen Krieg gegen Rom wett. Der achaiische Bund vollendete endlich seine seit langem angestrebte Vereinigung der Peloponnes. Langfristig gesehen hatten diese Mittelmächte allerdings ihre außenpolitische Beweglichkeit eingebüßt, da sie Teil eines unilateralen Mächtesystems geworden waren. Roms Sieg über die konkurrierenden Großmächte markierte den Anfang vom Ende der griechischen Unabhängigkeit.
Bereits im Vorfeld des Römisch-Syrischen Krieges veränderte sich die innenpolitische Machtstruktur Roms. Seit der Niederlage von Cannae 216 v. Chr. hatten die bedeutenden Familien um Scipio und Flamininus stärkeren Einfluss auf die römische Politik gewinnen können, als dies innerhalb der Senatorenschaft zuvor üblich gewesen war. Die Fraktion um Cato trat dieser Entwicklung unter anderem entgegen, indem sie durchsetzte, dass während des Kampfes gegen Antiochos keine Kommandos mehr verlängert wurden. Scipio Africanus gelang zwar als Legat seines Bruders – dem zu Ehren seines Sieges bei Magnesia der Ehrentitel Asiaticus verliehen wurde – ein letzter politischer Erfolg. Ein Jahr nach Kriegsende wurde die politische Karriere beider Brüder aber durch einen Prozess wegen angeblicher Korruption beendet. Damit hatte Catos Fraktion, die keine von den übrigen Senatoren abgehobenen Politiker hinnehmen wollte, ihr Ziel erreicht.
Das Seleukidenreich hatte im Frieden von Apameia starke Verluste hinnehmen müssen. In Bezug auf den Mittelmeerraum war es zu einer Mittelmacht herabgesunken und wagte nicht mehr, sich gegen Roms Willen aufzulehnen. Dies wurde vor allem 168 v. Chr. am „Tag von Eleusis“ ersichtlich, als Antiochos IV. seine Eroberung Ägyptens auf eine diplomatische Initiative Roms hin aufgab. Im Gegensatz zu den griechischen Mittelmächten bewahrte das Seleukidenreich allerdings seine Autonomie innerhalb der Reichsgrenzen. Im Nahen Osten blieb es für weitere zwei Generationen die bedeutendste Großmacht, bis interne Machtkämpfe und der Aufstieg der Parther seinen Niedergang bewirkten. Antiochos III. der Große hatte allerdings die Folgen seiner Niederlage gegen Rom am eigenen Leib erfahren müssen: Beim Versuch eine außerordentliche Tempelsteuer einzutreiben, um die Reparationen für Rom bezahlen zu können, wurde er 187 v. Chr. im Iran getötet.

### Sekundärliteratur
- Ernst Badian: Rome and Antiochos the Great. A Study in Cold War. In: Classical Philology. Band 54, 1959, S. 81–99.
- Bezalel Bar-Kochva: The Seleucid Army. Organization and Tactics in the Great Campaigns. Cambridge University Press, Cambridge 1976, ISBN 0-521-20667-7.
- Boris Dreyer: Die römische Nobilitätsherrschaft und Antiochos III. Marthe Clauss, Hennef 2007, ISBN 978-3-934040-09-0.
- Robert Malcolm Errington: Rome against Philipp and Antiochos. In: A. E. Astin (Hrsg.): Cambridge Ancient History. 1989, S. 244–289.
- Hans-Joachim Gehrke: Geschichte des Hellenismus. 4. Auflage. Oldenbourg, München 2008, ISBN 978-3-486-58785-2.
- John D. Grainger: The Roman War of Antiochos the Great. Brill, Leiden und Boston 2002, ISBN 90-04-12840-9.
- Erich Stephen Gruen: The Hellenistic World and the Coming of Rome. University of California Press, Berkeley 1984, ISBN 0-520-04569-6.
- Andreas Mehl: Zu den diplomatischen Beziehungen zwischen Antiochos III. und Rom 200–193 v. Chr. In: Christoph Börker, Michael Dondere (Hrsg.): Das antike Rom und der Osten. Festschrift für Klaus Parlasca zum 65. Geburtstag. Erlangen 1990, S. 143–155.
- Hatto H. Schmitt: Untersuchungen zur Geschichte Antiochos’ des Großen und seiner Zeit. Steiner, Wiesbaden 1964.